# Agaricus
Agaricus és un gènere de bolets agaricals de la família de les agaricàcies (Agaricaceae). Inclou nombroses espècies, tan tòxiques com comestibles, com per exemple el xampinyó.

## Taxonomia
El gènere Agaricus inclou unes 600 espècies:
- Agaricus abruptibulbus
- Agaricus aestivalis
- Agaricus aestivalis var. Veneris
- Agaricus aff. benesii
- Agaricus altipes
- Agaricus arcticus
- Agaricus arvensis
- Agaricus arvensis var. exquisita
- Agaricus arvensis var. macrolepis
- Agaricus augustus
- Agaricus benesii
- Agaricus bernardii
- Agaricus bisporus
- Agaricus bisporus var. albidus
- Agaricus bisporus var. hortensis
- Agaricus bitorquis
- Agaricus bohusii
- Agaricus bresadolianus
- Agaricus campestris
- Agaricus cellaris
- Agaricus cf. pseudopratensis
- Agaricus comtulus
- Agaricus cupreobrunneus
- Agaricus devoniensis
- Agaricus dulcidulus
- Agaricus essettei
- Agaricus excellens
- Agaricus fissuratus
- Agaricus freirei
- Agaricus fuscofibrillosus
- Agaricus geesterani
- Agaricus haemorrhoidarius
- Agaricus hortensis
- Agaricus impudicus
- Agaricus koelerionensis
- Agaricus lacrymabunda
- Agaricus langei
- Agaricus lanipes
- Agaricus laskibarii
- Agaricus leucotrichus
- Agaricus lilaceps
- Agaricus litoralis
- Agaricus luteomaculatus
- Agaricus macrocarpus
- Agaricus macrosporus
- Agaricus maleolens
- Agaricus medio-fuscus
- Agaricus menieri
- Agaricus moelleri
- Agaricus niveolutescens
- Agaricus nivescens
- Agaricus osecanus
- Agaricus pampeanus
- Agaricus pattersoniae
- Agaricus perrarus
- Agaricus pilatianus
- Agaricus praeclaresquamosus
- Agaricus praeclaresquamosus var. griseus
- Agaricus praeclaresquamosus var. meleagris
- Agaricus praeclaresquamosus var. terricolor
- Agaricus porphyrizon
- Agaricus porphyrocephalus
- Agaricus praeclaresquamosus
- Agaricus purpurellus
- Agaricus radicatus
- Agaricus romagnesii
- Agaricus rotalis
- Agaricus rufotegulis
- Agaricus semotus
- Agaricus spissicaulis
- Agaricus stramineus
- Agaricus subfloccosus
- Agaricus subperonatus
- Agaricus subrufescens
- Agaricus subrutilescens
- Agaricus sylvaticus
- Agaricus sylvaticus var. pallidus
- Agaricus sylvicola
- Agaricus urinascens
- Agaricus urinascens var. excellens
- Agaricus vaporarius
- Agaricus variegans
- Agaricus xanthodermus
- Agaricus xanthodermus var. griseus
- Agaricus xanthodermus var. lepiotoides
- Agaricus xanthodermus var. meleagris